# ГАЕС Мадді-Ран
ГАЕС Мадді-Ран — гідроакумулювальна електростанція у штаті Пенсільванія (Сполучені Штати Америки).
У 1930-х роках на річці річці Саскуеханна (дренує східний бік Аппалачів та впадає до Чесапікської затоки) в межах проекту ГЕС Коновінго створили водосховище з площею поверхні 36,4 км2 та об'ємом 382 млн м3 (корисний об'єм 88 млн м3). За три з половиною десятки років його використали як нижній резервуар гідроакумулювальної схеми, верхню водойму якої створили на лівобережжі Саскуеханни за допомогою кам'яно-накидної/земляної греблі висотою 79 метрів, довжиною 1463 метри та шириною по гребеню 9 метрів. Крім того, знадобилась допоміжна дамба висотою 4 метри, довжиною 244 метри та шириною по гребеню 6 метрів. Разом вони утримують водойму з площею поверхні 4 км2 та корисним об'ємом 41,5 млн м3.
Верхній резервуар через чотири напірні шахти заввишки по 131 метр та тунелі, що їх продовжують, сполучений із зведеним на березі Саскуеханни машинним залом. Останній обладнали вісьмома оборотними турбінами типу Френсіс потужністю по 134 МВт, які використовують напір у 105 метрів.
Зв'язок з енергосистемою відбувається по ЛЕП, розрахованій на роботу під напругою 220 кВ.